# 井上淳 (哲学者)
井上 淳（いのうえ じゅん、1962年 - ）は、愛知県出身の日本の神学者、西洋中世哲学およびキリスト教神学、特にトマス・アクイナスについての研究を行っている。南山大学教授であり、在名古屋教皇庁認可神学部大学院 神学部長を務めている。Ph.D.

## 専門
- 神学

## 学歴
- 1985年、南山大学文学部神学科 卒業[1]
- 1988年、南山大学大学院神学部大学院文学研究科神学専攻修士課程 修了[1]
- 1988年、南山大学大学院神学部大学院文学研究科神学専攻修士課程 修了[1]
- 1988年、在名古屋教皇庁認可神学部大学院 Sacrae Theologiae Licentiatus課程  修了[1]
- 1992年、The Catholic University of America School of Philosophy MA (Philosophy) 取得[1]
- 2000年、The Catholic University of America (Washington DC)The Catholic University of America (Washington DC) School of Philosophy Ph.D.取得[1]

## 職歴
- 2001年、南山大学文学部講師[1]
- 2002年、南山大学文学部准教授[1]
- 2011年、南山大学文学部教授[1]
- 2016年、在名古屋教皇庁認可神学部大学院 神学部長[1]

## 出版物
- 2001年　On the Development of St. Thomas Aquinas’s Theory of the Knowledge of the Separated Human Soul [1][2]